# 卡斯蒂亚达斯
卡斯蒂亚达斯（義大利語：Castiadas），是意大利撒丁大区南撒丁省的一个市镇。总面积102.7平方公里，人口1451人，人口密度14.1人/平方公里（2009年）。ISTAT代码为092106。